# Кравцов, Николай Никитович
Кравцов Николай Никитович (8 марта 1921, хутор Кулаково, Воронежская губерния — 15 октября 1944, Белград, Сербия) — Герой Советского Союза, на момент представления лейтенант медицинской службы, фельдшер батареи управления 42-й отдельной истребительно-противотанковой артиллерийской Одесской ордена Кутузова бригады (РГК), 3-й Украинский фронт).

## Биография
Родился 8 марта 1921 года на хуторе Кулаково, в крестьянской семье Никиты Фёдоровича и Христины Андреевны Кравцовых, русский. В детском возрасте семья переехала в Чугуевский район Харьковской области, где работала в колхозе «Заветы Ильича». Н. Н. Кравцов окончил семилетнюю школу и два курса фельдшерской школы в Чугуеве.
В августе 1939 года призван в РККА, в 1940 году окончил Харьковское военно-медицинское училище. Начал участие в боях с 22 июня 1941 года на Юго-Западном фронте. Уже 26 июня 1941 года был легко ранен, затем получил второе ранение 29 сентября 1941 года. В действующей армии находился до 10 октября 1941 года. Вновь отправлен на фронт 15 февраля 1943 года, занял должность военного фельдшера истребительно-противотанкового артиллерийского полка 1-й истребительной бригады (предшественницы 42-й ИПТАБР).
Отличился в боях на Юго-Западном фронте в Днепропетровской области: 20 сентября 1943 года в районе деревни Ново-Николаевки Павлоградского района и 24 сентября 1943 года в районе деревни Любимовка. Под сильным артиллерийским и миномётным огнём Н. Н. Кравцов вынес с поля боя 38 раненых солдат и офицеров, и оказал им медицинскую помощь. Приказом командующего артиллерией 3-го Украинского фронта от 17 декабря 1943 года был награждён Орденом Красной Звезды.
Вновь отличился в ходе боёв на Украине весной 1944 года. 1961-й истребительно-противотанковый артиллерийский полк (из состава 42-й ИПТАБР) был придан 9-й гвардейской казачьей кавалерийской дивизии, которая, в свою очередь, входила в состав 1-й гвардейской конно-механизированной группы. После освобождения 10 апреля 1944 года Одессы группа наступала на юго-запад, по направлению к Днестровскому лиману, догоняя и уничтожая отходившие части противника и препятствуя выходу окружённых частей. В бою под Александровкой 11 апреля 1944 года, находясь в тылу противника, Н. Н. Кравцов оказал медицинскую помощь и вынес с оружием в расположение части одного офицера и двух солдат, а также оказал своевременную медицинскую помощь 15 советским солдатам. Был представлен командиром полка к медали «За отвагу», но командиром 9-й гвардейской казачьей кавалерийской дивизии 21 апреля 1944 года был награждён медалью «За боевые заслуги».

### Подвиг
Во время Белградской наступательной операции бригада, в которой служил Н. Н. Кравцов, была придана 4-му гвардейскому механизированному корпусу. 13 октября 1944 года участвовал в уничтожении и пленении группы противника, пытавшейся вырваться с подбитого на станции Рипань эшелона. Н. Н. Кравцов лично уничтожил пять солдат и участвовал в пленении группы до 100 человек.
15 октября 1944 года в составе штурмовой группы участвовал в уличных боях, выполняя специальное задание командира корпуса по взятию телефонной и телеграфной станций Белграда. Вместе с двумя бойцами Н. Н. Кравцов влез по водосточным трубам и карнизам в окно телеграфа и уничтожил там до 10 солдат и станковый пулемёт. Однако дальнейшему продвижению мешал пулемёт, ведущий огонь из дота. Н. Н. Кравцов, подобравшись к пулемёту, в упор расстрелял расчёт из автомата, однако сам был ранен и 18 октября 1944 года скончался в госпитале.
Звание Героя Советского Союза с вручением ордена Ленина и медали «Золотая Звезда» Н. Н. Кравцову присвоено посмертно 24 марта 1945 года за образцовое выполнение боевых заданий командования на фронте борьбы с немецко-фашистским захватчиками и проявленные при этом мужество и героизм.
Был похоронен 22 октября 1944 года в братской могиле в Белграде. На могиле установлен памятник.

### Память
Имя Н. Н. Кравцова носит школа в Чугуеве, в школе создан музей. В Белграде именем героя названа улица.
Бюст Н. Н. Кравцова установлен в п. Ровеньки.